# Mercedes-Benz C215
Mercedes-Benz C215 (eller Mercedes-Benz CL-klass) är en lyxbil, tillverkad av den tyska biltillverkaren Mercedes-Benz mellan 1999 och 2006.
Versioner:
| Modell   | Årsmodell | Motor                    | Cylindervolym | Effekt | Bränslesystem                  |
| -------- | --------- | ------------------------ | ------------- | ------ | ------------------------------ |
| CL500    | 1999-2006 | M113: 8-cyl V-motor ohc  | 4966 cm³      | 306 hk | Bränsleinsprutning             |
| CL55 AMG | 1999-2002 | M113: 8-cyl V-motor ohc  | 5439 cm³      | 360 hk | Bränsleinsprutning             |
| CL600    | 2000-02   | M137: 12-cyl V-motor ohc | 5786 cm³      | 367 hk | Bränsleinsprutning             |
| CL63 AMG | 2001-02   | M137: 12-cyl V-motor ohc | 6258 cm³      | 444 hk | Bränsleinsprutning             |
| CL55 AMG | 2002-06   | M113: 8-cyl V-motor ohc  | 5439 cm³      | 500 hk | Bränsleinsprutning, kompressor |
| CL600    | 2002-2006 | M275: 12-cyl V-motor ohc | 5513 cm³      | 500 hk | Bränsleinsprutning, biturbo    |
| CL65 AMG | 2003-06   | M275: 12-cyl V-motor ohc | 5980 cm³      | 612 hk | Bränsleinsprutning, biturbo    |